# Велоспорт на літніх Олімпійських іграх 2012 — маунтінбайк (чоловіки)
Змагання з крос-кантрі серед чоловіків на літніх Олімпійських іграх 2012 пройшли 12 серпня на Гадлей Фарм.
Змагалися п'ятдесят велогонщиків з 32-х країн. Перемогу здобув Ярослав Кульгавий з Чехії, який на одну секунду випередив Ніно Шуртера зі Швейцарії.

## Формат змагань
Змагання розпочались о 13:30 масс-стартом і включали визначену кількість кіл (встановлену напередодні змагань), кожне з яких завдовжки 4.8 км на Гадлей Фарм у Ессексі.

## Розклад змагань
Вказано Британський літній час
| Дата                  | Час   | Раунд |
| --------------------- | ----- | ----- |
| Неділя 12 серпня 2012 | 13:30 | Фінал |

## Результат
Список учасників опубліковано 26 липня.
| Місце | Спортсмен                 | Країна                | Час     |
| ----- | ------------------------- | --------------------- | ------- |
| 1     | Ярослав Кульгавий         | Чехія (CZE)           | 1:29:07 |
| 2     | Ніно Шуртер               | Швейцарія (SUI)       | 1:29:08 |
| 3     | Марко Ауреліо Фонтана     | Італія (ITA)          | 1:29:32 |
| 4     | Хосе Антоніо Ерміда       | Іспанія (ESP)         | 1:29:36 |
| 5     | Баррі Стандер             | ПАР (RSA)             | 1:29:37 |
| 6     | Карлос Колома-Ніколас     | Іспанія (ESP)         | 1:30:07 |
| 7     | Мануель Фуміч             | Німеччина (GER)       | 1:30:31 |
| 8     | Джефф Кабуш               | Канада (CAN)          | 1:30:43 |
| 9     | Александер Ґебауер        | Австрія (AUT)         | 1:31:16 |
| 10    | Тодд Веллс                | США (USA)             | 1:31:28 |
| 11    | Стефан Темп'є             | Франція (FRA)         | 1:31:30 |
| 12    | Янк Шкарніцл              | Чехія (CZE)           | 1:31:48 |
| 13    | Герхард Кершбаумер        | Італія (ITA)          | 1:32:02 |
| 14    | Ондржей Цинк              | Чехія (CZE)           | 1:32:16 |
| 15    | Семюел Шулц               | США (USA)             | 1:32:29 |
| 16    | Марек Конва               | Польща (POL)          | 1:32:41 |
| 17    | Руді ван Хоутс            | Нідерланди (NED)      | 1:32:53 |
| 18    | Ральф Неф                 | Швейцарія (SUI)       | 1:32:58 |
| 19    | Кевін ван Ховелс          | Бельгія (BEL)         | 1:33:01 |
| 20    | Карл Маркт                | Австрія (AUT)         | 1:33:18 |
| 21    | Деніел МакКоннелл         | Австралія (AUS)       | 1:33:22 |
| 22    | Серхіо Мантекон-Гутьєррес | Іспанія (ESP)         | 1:33:46 |
| 23    | Давід Роза                | Португалія (POR)      | 1:33:50 |
| 24    | Рубенс Валеріано          | Бразилія (BRA)        | 1:34:23 |
| 25    | Флоріан Фогель            | Швейцарія (SUI)       | 1:34:36 |
| 26    | Катріель Сото             | Аргентина (ARG)       | 1:35:13 |
| 27    | Ямамото Кюхей             | Японія (JPN)          | 1:35:26 |
| 28    | Ектор Паес                | Колумбія (COL)        | 1:36:02 |
| 29    | Жан-Крістоф Перо          | Франція (FRA)         | 1:37:07 |
| 30    | Марк Бассінгтвейте        | Намібія (NAM)         | 1:37:17 |
| 31    | Сергій Рисенко            | Україна (UKR)         | 1:37:32 |
| 32    | Пйотр Бжозка              | Польща (POL)          | 1:38:37 |
| 33    | Перікліс Іліас            | Греція (GRE)          | 1:38:51 |
| 34    | Моріц Мілац               | Німеччина (GER)       | 1:38:59 |
| 35    | Філіп Бейс                | ПАР (RSA)             | 1:40:11 |
| 36    | Паоло Монтойя             | Коста-Рика (CRC)      | 1:41:19 |
| 37    | Євген Печенін             | Росія (RUS)           | 1:41:40 |
| 38    | Чань Чунь Хін             | Гонконг (HKG)         | 1:41:59 |
| 39    | Адрієн Ніоншуті           | Руанда (RWA)          | 1:42:46 |
| 40    | Маріос Атанасіадіс        | Кіпр (CYP)            | 1:43:25 |
| –     | Тон Вейсун                | Китай (CHN)           | LAP     |
| –     | Дерек Гортон              | Гуам (GUM)            | LAP     |
| –     | Свен Ніс                  | Бельгія (BEL)         | DNF     |
| –     | Макс Плакстон             | Канада (CAN)          | DNF     |
| –     | Андраш Парті              | Угорщина (HUN)        | DNF     |
| –     | Жульєн Абсалон            | Франція (FRA)         | DNF     |
| –     | Лаям Кіллін               | Велика Британія (GBR) | DNF     |
| –     | Роберт Ферстеманн         | Німеччина (GER)       | DNS     |
| –     | Мікаель Вінгерлінг        | Нідерланди (NED)      | DNS     |
| –     | Сем Б'юлі                 | Нова Зеландія (NZL)   | DNS     |